# روبرت ويلسون (لاعب كرة قدم أمريكية أمريكي)
روبرت ويلسون (بالإنجليزية: Robert Wilson)‏ هو لاعب كرة قدم أمريكية أمريكي، ولد في 13 يناير 1969 في South Park, Houston ‏ في الولايات المتحدة.

## وصلات خارجية
- روبرت ويلسون على موقع مرجع كرة القدم المحترفة.كوم (الإنجليزية)
- روبرت ويلسون على موقع JustSportsStats.com (الإنجليزية)
- روبرت ويلسون على موقع كلية كرة القدم في سبورتس رفرنس.كوم (الإنجليزية)